# Outlaw country
Pour les articles homonymes, voir Outlaw.
Genres dérivés
Country alternative, country texane
La outlaw country (aussi appelé armadillo country ou redneck rock) est un genre musical dérivé de la musique country datant des années 1960 et 1970 (avec quelques retardataires en 1980). La outlaw country est marquée par un style traditionnel allié aux sonorités rock et folk, associé à des paroles souvent tragiques ou introspectives.

## Terminologie
Le mouvement est nommé, à plusieurs reprises, redneck rock, country progressive, ou armadillo country (armadillo = tatou en anglais), d'après l'animal qui allait devenir la mascotte officieuse du mouvement, avant d'être qualifié de « outlaw country ». L'origine de l'étiquette « outlaw » est débattue. Selon Jason Mellard, auteur de Progressive Country : How the 1970s Transformed the Texan in Popular Culture, le terme « semble s'être sédimenté au fil du temps plutôt que d'avoir explosé dans la conscience nationale d'un seul coup ».
Le terme est souvent attribué à Ladies Love Outlaws, une chanson de Lee Clayton interprétée par Waylon Jennings sur l'album éponyme sorti en 1972 ; une autre explication plausible est l'utilisation du terme un an plus tard par la publiciste Hazel Smith des Glaser Sound Studios pour décrire le style musical de Jennings et de Tompall Glaser. Le critique d'art Dave Hickey, qui a écrit un profil en 1974 dans le magazine Country Music, a également utilisé le terme pour décrire les artistes qui s'opposaient au contrôle commercial de l'industrie du disque de Nashville. 

## Histoire
Certains amateurs de musique country considèrent la outlaw country comme une variante légèrement plus dure de la country progressive. La musique outlaw trouve ses racines dans le blues, la honky tonk des années 1940 et 1950, le rockabilly des années 1950 et le genre évolutif du rock 'n' roll,. Les premiers artistes outlaw sont particulièrement influencés par des prédécesseurs tels que Bob Wills, Hank Williams, Elvis Presley et Buddy Holly. Une transition plus importante se produit après que Waylon Jennings et Willie Nelson ont été en mesure d'obtenir leurs propres droits d'enregistrement et ont commencé à s'opposer au « Nashville sound » (son de Nashville). Selon Michael Streissguth, auteur de Outlaw : Waylon, Willie, Kris, and the Renegades of Nashville, Jennings et Nelson sont devenus des artistes outlaw lorsqu'ils ont « gagné le droit » d'enregistrer avec les producteurs et les musiciens de studio qu'ils préféraient.
Les années 1960 sont une décennie d'énormes changements, qui se reflètent dans la musique de l'époque. Les Beatles, Brian Wilson, Bob Dylan, les Rolling Stones et beaucoup d'autres qui les suivent et se débarrassent du rôle traditionnel de groupes et artistes exécutants. Ils écrivent leurs propres chansons, participent à la création de leurs albums et refusent de se conformer à ce que la société exige de ses jeunes. Un auteur affirme que le mouvement beatnik, de la fin des années 1940 au milieu des années 1960, était un précurseur de la outlaw country. Les participants à ces deux mouvements ont souligné qu'ils ne se sentaient pas à leur place dans la société. 

## Caractéristiques
La outlaw country est marquée par un style traditionnel allié aux sonorités rock et folk, associé à des paroles souvent tragiques ou introspectives.

## Groupes et artistes
Les représentants du mouvement se sont auto-proclamés outlaws. Ses figures les plus emblématiques sont Johnny Cash, Waylon Jennings, Emmylou Harris, Mickey Newbury, Kris Kristofferson, Tompall Glaser, Merle Haggard, George Jones, David Allan Coe, Willie Nelson, Gary Stewart ou encore Billy Joe Shaver.